# شمة الكواري
شمة شاهين صالح الكواري روائية قطرية. فازت بالعديد من الجوائز المحلية في الأدب والثقافة.

## حياتها
ولدت شمة في مدينة الدوحة ونشأت بها، درست المراحل التعليمية الثلاث في مدارسها. حصلت علی شهادة بكالوريوس علوم حيوية طبية، ثم حاصلت على ماجستير الآداب في السياسة العامة في الإسلام من كلية الدراسات الإسلامية في جامعة حمد بن خليفة – مؤسسة قطر للعلوم وتنمية المجتمع.
نشاطها شاركت في العديد من الندوات والفعاليات الثقافية، ولها مساهمات في العمل الاجتماعي والأنشطة النسائية بقطر. كان لها مساهمات في الصحافة القطرية، عامود ثابث في صحيفة الشرق القطرية بعنوان حديث القلم، جريدة الراية، وصحيفة العرب. أعدت صفحة حديقة الأدب ومواهب صغيرة بمجلة سيدة الشرق وذلك في بداياتها الأدبية، ثم قامت بالإشراف على صالون أدبي ثقافي نسائي يقوم بمناقشة وتحليل الكتب في لقاء شهري بدء من يناير من العام 2015.

## مؤلفات
- نحن نزرع الحب، مجموعة قصصية اجتماعية، 1995.
- الطفل القوي (سلسة قصصية للأطفال)، نشرت بمجلة النور الكويتية، 1995
- نوافير الغروب، رواية، فازت بالمركز الثالث في مسابقة فودافون الأدبية الأولى في عام 2014.
- حديث القلم، مقالات متنوعة.
- النورهان .. روضة أزهار الياسمين، رواية، 2005.
- هتون.. نور العيون، رواية، 2014
- شاهين.. مجرة الحجر الأزرق، رواية، 2014، هي أول رواية متخصصة في أدب الخيال العلمي للنشء في قطر. كتبت تمثيلية إذاعية بعنوان الحصاد في صيف 2012 لإذاعة قطر.
- وردة واحدة وخمس بتلات (مجموعة قصصية)، 2015، فازت بالمركز الثالث في مسابقة فودافون الأدبية الثانية في عام 2015.
- العين ترى ما تحب، رواية، 2015
- ألقاك بعد عشرين عاماً، رواية، 2015
- لا أحد لي سواكِ، رواية،2017
- الظل والضوء، رواية،2017

## جوائز
- ميدالية وشهادة تقدير لفوزها بجائزة راشد بن حميد للثقافة والعلوم في مجال القصة القصيرة مرتين، في العامين 1999، و1995
- جائزة المرأة المثالية في المجال الأدبي من جمعية بيوت الشباب القطرية للعام 1996
- جائزة العميد من كلية الدراسات الإسلامية بجامعة حمد بن خليفة لتفوقها العلمي، وحصولها على ماجستير السياسات العامة في الإسلام بتقدير امتياز للعام 2013
- جائزة الدولة لأدب الطفل للدورة السادسة لعام 2014 عن رواية شاهين.. مجرة الحجر الأزرق
- جائزة الدولة لأدب الطفل في دورتها السادسة عن فرع الرواية لعام 2014 عن رواية شاهين.. مجرة الحجر الأزرق مناصفةً مع يعقوب الشاروني عن عمله سفن الأشياء الممنوعة.
- الجائزة الفخرية التشجيعية من مؤسسة عبد الله عبد الغني للتواصل الحضاري، للمشاركة في جائزة عبد الله عبد الغني العالمية للإبداع الفكري، عن بحثها نحو تأصيل علم الغرب/ علم الاستغراب، في فبراير من العام 2015. [3]